# Crvena rijeka (1948.)
Crvena rijeka (eng. Red River) je vestern Howarda Hawksa iz 1948. o prvom prijevozu stoke kroz Chisolm Trail. John Wayne se pojavljuje kao stočar koji se tijekom putovanja posvađa sa svojim posvojenim sinom, Montgomeryjem Cliftom, oko vlasništva stoke.
Scenarij su napisali Borden Chase i Charles Schnee prema Chaseovoj priči The Chisholm Trail.

## Radnja
Thomas Dunson (John Wayne) je tvrdoglavi čovjek koji samo hoće pokrenuti isplativ ranč u Teksasu. Ubrzo nakon početka njegovog putovanja u Teksas sa svojom desnom rukom, Nadineom Grootom (Walter Brennan), Dunson saznaje da je njegova simpatija (Coleen Gray), kojoj je rekao da ostane u kolima, poginula u indijanskom napadu. Unatoč ovoj tragediji, karavana nastavlja putovanje i ubrzo nailaze na Matthewa Gartha, dječaka bez roditelja, kojeg Dunson uzima pod svoje. Zajedno sa samo nekoliko grla stoke, ulaze u Teksas preko Crvene rijeke, a Dunson svečano proglašava svu zemlju koju vide svojom. Međutim, pojavljuju se dva Meksikanca na konjima i kažu mu kako ta zemlja već pripada njihovom šefu. Dunson se oglušuje na ove riječi, na kraju ubija jednog Meksikanca, a drugom kaže da obavijesti svog šefa kako ta zemlja pripada njemu. Naziva svoju zemlju Red River D, istim imenom kojim je nazvao i prvo grlo u svojem stadu. Obećava Mattu da će ga uzeti za partnera i upisati njegovo ime u naziv ako to zaradi.
Prolazi četrnaest godina, a Dunson je u međuvremenu postao veliki rančer. Uz Mattovu i Grootovu pomoć, uspijeva skupiti impresivno stado s više od tisuću grla, ali bankrotira jer se nalazio na pogrešnoj strani u Američkom građanskom ratu. Budući da cijena stoke nije po volji Dunsonu, odlučuje povesti krdo stotinama milja sjeverno u Missouri, gdje će postići mnogo bolju cijenu. Unajmljuje pomoćnike kako bi mu pomogli u prijevozu, i konačno kreću put sjevera. Tokom puta upadaju u razne probleme, kao što su stampedo koji je pokrenuo njihov čovjek koji je pokušao ukrasti šećer, i indijanski napadi. Tijekom jednog ovakvog napada, muškarci spašavaju teretna kola od napada Indijanaca. Jedna od žena koju spašavaju je Tess Millay (Joanne Dru), koja se sviđa i Dunsonu i Mattu.
Ubrzo slijede novi problemi: Dunsonovo tiransko vodstvo počinje smetati ostalim muškarcima, posebno Mattu, koji preuzima Dunsonovo krdo kako bi ga odveo u bližu destinaciju, u Abilene, Kansas. Logično, ovo razjaruje Dunsona, koji se zavjetuje kako će pronaći Matta i ubiti ga.  Matt uspijeva dovesti stoku u Abilene, grad koji je željno iščekivao dolazak takvog krda; tu prima odličnu ponudu koju objeručke prihvaća. Matt je, iako on toga nije svjestan, upravo uspio prvi dovesti krdo stoke preko Chisholm Traila. U međuvremenu, Dunson uspijeva doći u grad. Pokušava ispuniti svoje obećanje kako će ubiti Matta. Dvojica muškaraca počinju bitku do smrti, ali se umiješa Tess, zaprijetivši im pištoljem i prisiljavajući ih da shvate da između njih ipak postoji ljubav. Dunson i Matt shvaćaju svoje pogreške te se pomire. Vrativši se u Teksas, Dunson ispunjava obećanje i prima Matta u partnerstvo.

## Zanimljivosti
- Iako nije potpisana, među glumačkom ekipom se pojavljuje i Shelley Winters kao rasplesana djevojka u kolima.
- Film je snimljen 1946., ali je premijerno prikazan tek 30. rujna 1948., navodno jer je Howard Hughes tužio Howarda Hawksa i United Artists, tvrdeći da je film presličan Hughesovom filmu Odmetnik.
- Nominiran je za Oscare za montažu i najbolju priču.
- U knjizi, Dunson umire nakon što ga je ranila Cherry. Ali ni Wayne ni Hawks nisu marili za taj kraj, pa je promijenjen za potrebe filma.

## Vanjske poveznice
- Crvena rijeka u internetskoj bazi filmova IMDb-a
- Internet Archive holds a March 7,1949 radio adaptation of the film originally broadcast by Lux Radio Theater